# عرقون سماوي
عرقون سماوي (الاسم العلمي:Euphrasia coerulea) هو نوع من النباتات يتبع جنس العرقون من الفصيلة الهالوكية.